# Mirko Slavković
Mirko Slavković (Čačak, 2 luglio 1991) è un ex giocatore di football americano serbo, che ha giocato nel ruolo di runningback.